# IAR 99
IAR 99 "Șoim" (Chim ưng) là một loại máy bay cường kích và huấn luyện hạng nhẹ phản lực nâng cao của Romania, ngoài ra nó còn có khả năng thực hiện nhiệm vụ chi viện trực tiếp và trinh sát.

## Quốc gia sử dụng
România
- Không quân Romania - 20 chiếc IAR 99

## Tính năng kỹ chiến thuật
Dữ liệu từ Avioane Craiova SA

### Đặc điểm chung
- Tổ lái: 2
- Chiều dài: 11,01 m (35 ft 9 in)
- Sải cánh: 9,85 m (32 ft 4 in)
- Chiều cao: 3.9 m
- Diện tích cánh: 18,7 m²
- Trọng lượng rỗng: 3.200 kg
- Trọng lượng có tải: 4.400 kg (9.700 lb) với 2 phi công khi huấn luyện
- Trọng lượng cất cánh tối đa: 5.560 kg (12.260 lb) thực hiện nhiệm vụ cường kích
- Động cơ: 1x Turbomecanica Rolls-Royce Viper Mk632-41M kiểu turbojet, lực đẩy 4.000 lbf (17,8 kN).

### Hiệu năng
- Vận tốc cực đại: 865 km/h (467 knot, 538 mph)
- Tầm hoạt động khi huấn luyện: 1.100 km
- Tầm hoạt động khi thực hiện nhiệm vụ cường kích: 967 km
- Bán kính chiến đấu: 385 km
- Trần bay: 12.900 m (42.300 ft)
- Vận tốc leo cao: 1.050 m/phút (3.450 ft/phút)
- Lực nâng của cánh: kg/m² (lb/ft²)
- Lực đẩy/trọng lượng: 0,57

### Vũ khí
- 4 giá treo dưới cánh mang 250 kg mỗi giá và 1 giá treo giữa thân mang được 400 kg
- Lên tới 1.000 kg vũ khí gồm:
  - Súng 23 mm GSh-23
  - Bom BEM 250
  - Bom BE 100
  - Bom BE 50
  - Bom Mk 82
  - Bom điều khiển hồng ngoại Opher
  - Bom điều khiển laser LGB
  - Khối phóng rocket LPR 57
  - AA-8 Aphid / R60 AAM
  - Python 3 AAM
  - R-550 Magic II AAM